# Hötensleben
Hötensleben es un municipio situado en el distrito de Börde, en el estado federado de Sajonia-Anhalt (Alemania), a una altitud de 100 metros. Su población a finales de 2015 era de unos 3700 habitantes y su densidad poblacional, 70 hab/km².
Se encuentra ubicado junto a la frontera con el estado de Baja Sajonia.